# Barış ve Demokrasi Partisi
Freds- och demokratipartiet (turkiska: Barış ve Demokrasi Partisi, kurdiska: Partiya Aştî û Demokrasiyê, BDP) är ett politiskt parti i Turkiet. 
Det efterträdde det Demokratiska samhällspartiet (DTP) efter att DTP stängts på grund av förbindelse med PKK.
BDP:s ideologi är socialdemokratisk och partiet har observatörstatus i Socialistinternationalen.